# Tsuko Nakamura
| 9574 Taku     | 5 dicembre 1988 |
| 23455 Fumi    | 5 dicembre 1988 |
| 48424 Souchay | 5 dicembre 1988 |

Tsuko Nakamura (1943) è un astronomo giapponese.
Il Minor Planet Center gli accredita la scoperta di tre asteroidi, tutte effettuate nel 1988.
Gli è stato dedicato l'asteroide 6599 Tsuko.
Non è da confondersi con i connazionali Akimasa Nakamura, anch'egli astronomo e gli astrofili Hiroshi Nakamura e Yuji Nakamura.
È membro dell'Unione Astronomica Internazionale .